# Kammermohr

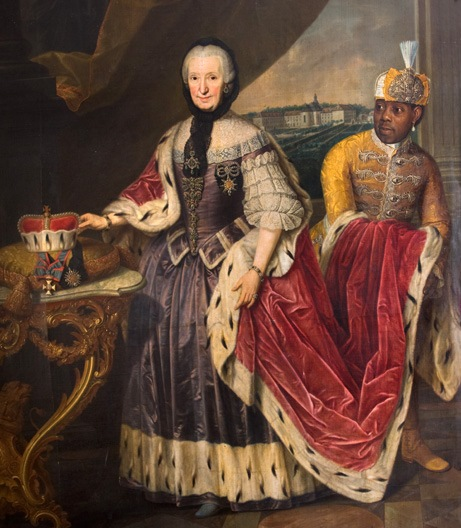
Retrato da Condessa Palatina Francisca Christina de Sulzbach com seu "Kammermohr" Ignatius Fortuna, de Johann Jakob Schmitz, Colônia 1772

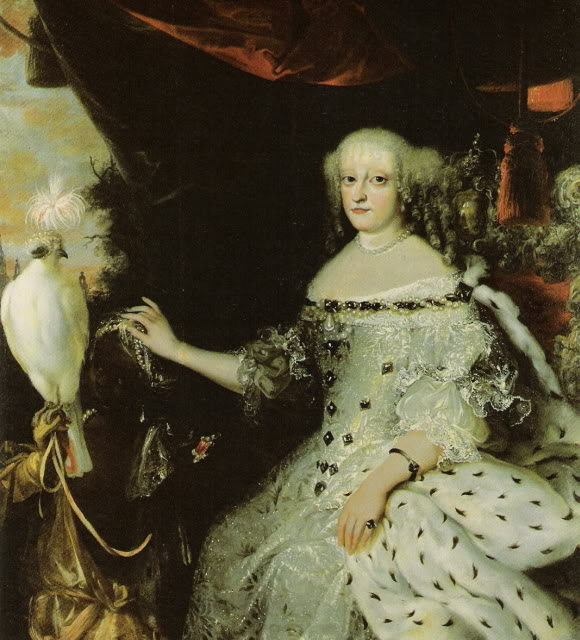
Sofia Amália de Lüneburg, rainha da Dinamarca, com a mão sobre seu Kammermohr, século XVII

Kammermohr (ou Hofmohr; pl. Kammermohren) era um termo falado em alemão desde o século XVIII para um servente da corte de cor de pele negra, que naquela época era uma característica comum nas cortes europeias .

## História
Pessoas de cor de pele negra do Oriente, África e América foram frequentemente levadas para a Europa como criados durante a época do colonialismo. Isso se tornou comum no século XVI e continuou na moda até o início do século XIX. O termo Kammermohr foi usado pela primeira vez como um termo oficial em um protocolo da corte em 1747 na Saxônia.
O Kammermohr esplendidamente decorado, muitas vezes com libré, servia a um governante, dignitários da igreja ou comerciantes ricos como um objeto exótico de prestígio e como um símbolo de status, exibindo sua riqueza e estilo de vida luxuoso. Acima de tudo, porém, os valetes simbolizavam as relações mundiais de seu empregador.

## Exemplos notáveis
- Anton Wilhelm Amo, kammermohr de Anthony Ulrich, Duque de Brunswick-Wolfenbüttel.
- Adriaan de Bruin, kammermohr
- Angelo Soliman, kammermohr do Imperador Austríaco Joseph II.
- Ignatius Fortuna, kammermohr da Condessa Palatina Francisca Christina de Sulzbach
- Gustav Badin, kammermohr da primeira Rainha Louisa Ulrika da Suécia e, em seguida, da princesa Sofia Albertine da Suécia.
- Abraham Petrovich Hannibal, kammermohr de Pedro o Grande